# Estela Caldi
Estela Caldi (Buenos Aires) é uma pianista argentina radicada no Brasil desde 1969.

## Carreira musical
Na época em que Estela era professora em San Martín, ela trabalhou como pianista acompanhadora da professora de canto Zulema Castello de Lasala. Como solista, Estela realizou turnês por Alemanha, França e Portugal, além de apresentações regulares no Brasil e na Argentina. Como camerista, atua no Trio Uni-rio, no Trio Femina e no Blas Rivera Quintet. Estela participou dos festivais de música de Londrina (em 2013 e 2014), Teresópolis, São José do Rio Preto e Curitiba.
Sua preferência pessoal é a música de câmara. Em termos de orquestra, Estela destaca o segundo concerto de Brahms como seu preferido, lembrando ainda obras de Mozart e Beethoven, o primeiro concerto de Chopin e os Choros 8 de Villa-Lobos.

## LiberTango
Suas principais atividades em conjunto ocorrem no grupo LiberTango, formado em 1996 com os filhos, o saxofonista e flautista Alexandre e o acordeonista e pianista Marcelo Caldi, o cantor Marcelo Rodolfo, o violinista Nikolas Krassic e o contrabaixista Bruno Migliari. O repertório se concentra na obra do compositor argentino Astor Piazzolla e é considerado "a maior expressão viva do tango no Brasil".
Em 2011, o LiberTango se apresentou na Academia Brasileira de Letras. Em 2016, na comemoração de 20 anos, o grupo se apresentou na Caixa Cultural Rio de Janeiro com participações especiais de Yamandu Costa, Hamilton de Holanda e Soraya Ravenle.

## Carreira acadêmica
Em Buenos Aires, Estela estudou por três anos no Conservatório Nacional de Música, realizando um curso de professora de música e outro de especialização em piano. Nesta época, trabalhou com iniciação musical para crianças em escolas primárias e secundárias, utilizando o método Orff. Em seguida, atuou como professora na Escola de Belas Artes, em San Martín.
Após a mudança para o Brasil, Estela obteve o título de Mestre em Música pela Escola de Música da UFRJ, com uma dissertação intitulada "A Execução Rítmica Brasileira no Rude Poema para piano de Heitor Villa-Lobos". Durante 11 anos, Estela foi professora de piano na ProArte do Rio de Janeiro, posteriormente lecionando na UNIRIO, entre 1983 e 2003, quando se aposentou. Neste período, foi orientadora do pianista Gabriel Geszti, do regente Vasco Negreiros e do acordeonista Vitor Gonçalves.

## Vida pessoal
Foi a cantora Zulema Lasala quem levou Estela ao Brasil, por meio de seu marido e compositor Ángel Lasala. Ao mudar-se. em 1969, Estela Caldi conheceu o pianista Homero de Magalhães, com quem se casou. Seus filhos, Alexandre Caldi e Marcelo Caldi, são músicos e compositores. Por volta de 1975, Estela deu aulas de piano para Dadi Carvalho.

## Discografia
- Villa Lobos por Estela Caldi
- A música de Astor Piazzolla (LiberTango, 2005)
- Cierra tus ojos y escucha (LiberTango, 2008)[2]
- Porteño (LiberTango, 2010)[1]
- Origens (com o saxofonista Leo Gandelman, 2011)[5]
- Tangos hermanos (LiberTango, 2013)[2]